# 大西洋紅鑽魚
大西洋紅鑽魚，又稱大西洋濱鯛，為輻鰭魚綱鱸形目鱸亞目笛鯛科的其中一種，分布於西大西洋區，從美國北卡羅來納州至巴西海域，棲息深度100-450公尺，本魚頭小，眼大，吻短，下頜稍微突出，背鰭與臀鰭基部無鱗，尾鰭深分叉，體上側深粉紅色到紅色，更低的兩側和腹部粉紅色，魚鰭硬棘部粉紅色，尾鰭深紅色，背鰭硬棘10枚，背鰭軟條11枚，臀鰭硬棘3枚，臀鰭軟條8枚，體長可達100公分，生活在岩石底質海域，屬肉食性，以魚類、頭足類等為食，可作為食用魚。

## 擴展閱讀
維基物種上的相關：大西洋紅鑽魚